# Kasspinnar
Kasspinnar eller kasstickor, var snidade eller svarvade pinnar på vilka bönderna i Dalarna skar in en sorts ”stamträd” för familjen i form av namn eller initialer tillsammans med årtal.
Kasspinnarna var ofta genomborrade i ena ändan med ett hål, lagom stort för ett snöre eller rem som pinnarna kunde träs upp på. Tidsbestämningarna utgjordes ibland av endast årtal, ibland av årtal och datum, men ej sällan även av klockslag för den nykomne världsmedborgarens uppträdande i familjen.
I några fall får man även veta, när han döptes och dog. Datumbeteckningen är lånad från almanackan, men i några påträffade fall förekommer sådana uråldriga tidsbestämningar som t. ex.: AED FÖD i VÅRTID (född i vårtiden) 1750, AED 1865 DEN 25 Å 4 MÅNEN (sannolikt 25 april), AMD FÖD 19 DAGAR EFTER NYÅRSDAGEN 1773, och den i det föregående anförda: ÖLS HAN FÖDES ENA WIKA FÖR IWL år 1686.
Vad slutligen kasspinnarnas form angår, varierade denna för olika socknar. Som en specialitet för Älvdalens och Särna socknar må nämnas, att gossarnas kasspinnar åtminstone under tiden 1776-1876 ofta hade formen av en bössa, medan flickornas utgjordes av en »rock», linhuvud, eller en »flätsticka», alltså symboler för mannens jakt och kvinnans handslöjd.